# 犬屋敷
《犬屋敷》是奧浩哉所作的日本漫畫作品，2014年起連載於漫畫雜誌《Evening》。2016年12月宣布製作電視動畫，於2017年10月12日起在富士電視台首播。2018年推出真人電影版。

## 故事簡介
犬屋敷壹郎是個平凡的上班族，58歲的他為人懦弱，雖然為家人奉獻心力，卻得不到尊重，在得知自己罹患胃癌後，他在公園抱著寵物狗花子痛哭，碰巧和另一名少年獅子神皓一起被墜落的幽浮炸死，外星人將他們改造為機械，雖然外表如同以往，但全身強健且具有超凡的能力。犬屋敷在公園見到襲擊遊民的不良少年，挺身而出擋下攻擊，救了人命的他因而感受到自己活著的價值，並立志要拯救更多人命。而和犬屋敷有著相同遭遇的皓卻用超能力四處殘殺無辜，藉此感受自己仍是活著的人類，皓後來成為通緝犯，而走上相反道路的兩人註定相遇。
皓的友人安堂直行無法認同他的惡行並與他絕交，安堂聯絡上犬屋敷，擔任他的助手協助他練習使用能力。皓潛藏在暗戀自己的女同學渡邊紫音的家中，他持續殘殺無辜百姓以及在網路上批評自己的人，並向紫音坦白自己的心路歷程，紫音哭著希望皓能留在自己與祖母身邊，受到感動的皓停止殺戮並開始治病救人，但這不但讓他走漏行蹤，紫音和其祖母也被前來緝捕他的SAT重傷，皓在治好她們後，闖入警署展開大屠殺。
犬屋敷的女兒麻里長期與父親不睦，她發現自己的父親與安堂相談甚歡，她尾隨兩人進入醫院，發現父親是救人無數的英雄，而父親也非常支持自己成為漫畫家的夢想，她因此對他改觀。皓向日本宣戰，隨機殺害平民，讓數十架飛機墜毀，犬屋敷盡力對抗，才讓幾架飛機得以迫降在海上。被因為墜機造成的火災困住的麻里向父親求救，犬屋敷在前往搭救的途中遇見皓，雙方激烈交戰，犬屋敷險勝之後救活了瀕死的麻里，並將火場內的人一併救出，之後犬屋敷向家人坦白自己的超能力，一家人的感情變得比以往和睦。
NASA監測到一顆即將撞擊地球的小行星，美俄中等國組成的團隊竭盡全力仍無法阻止，儘管整個世界陷入目無法紀的狀態，但仍有許多人發出求救的聲音，因此犬屋敷決定為人類奮戰到最後一刻。他飛上太空試圖以爆炸偏移小行星的墜落軌跡，意外發現皓正在小行星上做與自己一樣的事，皓表示即使是自己也有珍視的對象，接著便自爆，但這不足以影響小行星墜落。在犬屋敷向安堂表示自己將會返回地球後，他也自爆並成功炸毀小行星，成功保護了地球。此次事件之後，犬屋敷的兒子剛史學會反抗霸凌自己的人，麻里的漫畫作品得了獎。

## 角色
犬屋敷壹郎（聲：小日向文世，演：木梨憲武（台灣配音：吳文民））
本作主角之一。58歲上班族，非常普通、隨處可见的大叔。既没有希望也没有人望，又不被家人所重视的平凡男人。常常覺得自己活著没有目标、為了家人奉献心力却又得不到回报。 即使有时会想从这种困境中挣脱而出，却又缺少了强壮的身体去面对现实中的考验。但在某一天，却突然得知自己将不久于世，感到绝望的犬屋敷在公园里抱著爱犬花子痛哭。此时被失控的外星人飛船撞到，被改造成机器人而获得力量。大叔自此走上帮助别人的道路。
最後犧牲自己啟動了自爆系統與將要撞擊地球的隕石一同炸成了碎片和灰燼。
獅子神皓（聲：村上虹郎、藤田奈央（小學生），演：佐藤健（台灣配音：李世揚））
本作主角之一。同样被外星人改造成机器人，同样是全新的力量，少年所带来的却是残酷的无差别杀戮。随机挑选想要歼灭的家族，不管是老弱妇孺都不放过。因为唯有人类在死前的挣扎，才能够让变成机械的他感受到自己真正活著。
最後犧牲自己啟動了自爆系統與將要撞擊地球的隕石一同炸毀，但隕石沒有這樣就消失，最後由犬屋敷壹郎再補上一次自爆，隕石才消失不見。
犬屋敷麻里（聲：上坂堇，演：三吉彩花（台灣配音：魏晶琦））
犬屋敷壹郎的女儿。高中生。与父母相貌完全不同，拥有黑色长发的美少女。有点爱慕虚荣，对爸爸的物质供给能力略有不满。是狮子神和安堂的同学，但彼此间没有什么接触。
夢想是成為漫畫家，且對鄰居的漫畫家有濃厚的競爭意識。在家裡公開表明希望能在jump上連載時，得到父親以好好完成高中學業的條件並完全支持。
安堂直行（聲：本鄉奏多、北川里奈（小學生），演：本鄉奏多（台灣配音：張立昂））
狮子神的總角之交，二人从幼儿园时就认识了。因为在班上受人欺负而休学在家，狮子神前去看望他并展现了自己非人类的样子，是第一个知道皓底细的人。由于皓的滥杀无辜而与之绝交，并意外发现了同样拥有超人能力的犬屋敷，而成为犬屋敷的助手并帮他训练和运用能力。
渡邊紫音（聲：諸星堇，演：二階堂富美（台灣配音：詹雅菁））
暗戀狮子神皓的女同学。父母因癌症雙亡，與奶奶（聲：谷育子）相依为命。曾當面向皓表白。在皓被警察追捕的时候收留他，并被皓治好了家族遗传倾向的癌症。

## 出版書籍
| 集數 | 講談社         | 講談社                 | 玉皇朝         | 玉皇朝                 | 尖端出版       | 尖端出版               |
| 集數 | 發售日期       | ISBN                   | 發售日期       | ISBN                   | 發售日期       | EAN / ISBN             |
| ---- | -------------- | ---------------------- | -------------- | ---------------------- | -------------- | ---------------------- |
| 1    | 2014年5月23日  | ISBN 978-4-06-354517-3 | 2015年3月28日  | ISBN 978-988-8326-13-6 | 2015年6月22日  | EAN 4717702266820      |
| 2    | 2014年10月23日 | ISBN 978-4-06-354541-8 | 2015年4月9日   | ISBN 978-988-8326-14-3 | 2015年6月22日  | EAN 4717702266837      |
| 3    | 2015年2月23日  | ISBN 978-4-06-354556-2 | 2015年5月12日  | ISBN 978-988-8326-25-9 | 2015年9月18日  | ISBN 978-957-10-6199-3 |
| 4    | 2015年7月23日  | ISBN 978-4-06-354580-7 | 2015年9月1日   | ISBN 978-988-8326-74-7 | 2015年12月9日  | ISBN 978-957-10-6318-8 |
| 5    | 2015年11月20日 | ISBN 978-4-06-354596-8 | 2016年2月16日  | ISBN 978-988-8379-17-0 | 2016年3月11日  | ISBN 978-957-10-6487-1 |
| 6    | 2016年4月22日  | ISBN 978-4-06-354616-3 | 2016年6月8日   | ISBN 978-988-8379-53-8 | 2016年7月27日  | ISBN 978-957-10-6794-0 |
| 7    | 2016年8月23日  | ISBN 978-4-06-354633-0 | 2016年9月21日  | ISBN 978-988-8379-80-4 | 2017年1月16日  | ISBN 978-957-10-7190-9 |
| 8    | 2017年1月23日  | ISBN 978-4-06-354655-2 | 2017年3月21日  | ISBN 978-988-8436-15-6 | 2017年5月31日  | ISBN 978-957-10-7290-6 |
| 9    | 2017年5月23日  | ISBN 978-4-06-354668-2 | 2017年7月26日  | ISBN 978-988-8436-45-3 | 2017年10月30日 | ISBN 978-957-10-7694-2 |
| 10   | 2017年9月22日  | ISBN 978-4-06-354688-0 | 2017年11月28日 | ISBN 978-988-8436-84-2 | 2018年6月6日   | ISBN 978-957-10-7817-5 |

## 電視動畫
2017年10月到12月於富士電視台的noitaminA時段首播。

### 製作團隊
- 原作 - 奥浩哉[7]
- 總監督 - 佐藤敬一[7]
- 監督 - 籔田修平[7]
- 系列構成、脚本 - 瀬古浩司[7]
- 人物設計 - 恩田尚之[7]
- 美術設計 - 中村豪希
- 色彩設計 - 三笠修
- CG監督 - 岩﨑浩平
- 攝影監督 - 淡輪雄介
- 編輯 - 廣瀨清志
- 音樂製作人 - 佐野弘明、舩橋宗寛
- 音樂 - 池賴廣
- 音樂製作 - FUJIPACIFIC MUSIC
- 音響監督 - 田中亮
- 音響効果 - 倉橋裕宗
- 主要製作人 - 高瀨透子、三宅將典
- 製作人 - 松尾祐、松本美穂
- 創造概念製作人 - 大塚學
- 動畫製作人 - 増田克人
- 動畫製作 - MAPPA[7]
- 製作 - 動畫『犬屋敷』製作委員會（富士電視台、Aniplex、講談社、DMM Pictures、電通）[7]

### 主題曲
片頭曲「My Hero」
作詞：Kamikaze Boy、Jean-Ken Johnny，作曲：Kamikaze Boy，編曲：MAN WITH A MISSION、Kohsuke Oshima，主唱：MAN WITH A MISSION
片尾曲
作詞：內田旭彥、森彩乃，作曲：內田旭彥，編曲：岸利至、Qaijff，主唱：Qaijff

### 各話列表
| 話數 | 日文標題 | 中文標題   | 分鏡       | 演出                                          | 作畫監督 |
| ---- | -------- | ---------- | ---------- | --------------------------------------------- | --- |
| #01  |          | 犬屋敷壹郎 | 籔田修平   | 籔田修平                                      | 鎌田晉平、近藤圭一                                                                                              |
| #02  |          | 獅子神皓   | 宍戶淳     | 山田弘和                                      | 青野厚司、杉野信子 長岡康史、兒玉健二、奧田哲平                                                                 |
| #03  |          | 安堂直行   |            | 相浦和也                                      | 村山公輔、北山修一 杉野信子、恩田尚之                                                                           |
| #04  |          | 鮫島       | 伊藤達文   | 石田千夏、岩瀧智 恩田尚之、長岡康史、松本昌代 | |
| #05  |          | 獅子神優子 | 佐藤真二   | 後藤康德                                      | 近藤圭一、加藤雅之 首藤武夫、長岡康史 石田千夏、兒玉健二                                                        |
| #06  |          | 2ch的人們  |            | 山田弘和                                      | 青野厚司、杉野信子 首藤武夫、川崎玲奈 松本昌代、加藤雅之                                                        |
| #07  |          | 渡邊紫音   | 西本由紀夫 | 下司泰弘                                      | 松本昌代、近藤圭一、加藤雅之 長岡康史、石田千夏、北山修一 阿比留隆彥、青野厚司                                  |
| #08  |          | 犬屋敷麻理 | 寺岡巖     | 山田弘和、松田清 橋口淳一郎、首藤武夫         | 岩瀧智、恩田尚之、鎌田晉平 首藤武夫、長岡康史、杉野信子                                                         |
| #09  |          | 新宿的人們 | 相浦和也   | 後藤康德                                      | 恩田尚之、松本昌代、近藤圭一 加藤雅之、長岡康史 石田千夏、青野厚司                                              |
| #10  |          | 東京的人們 | 伊藤達文   | 伊藤達文                                      | 岩瀧智、首藤武夫、高田陽介 北山修一、青野厚司、近藤圭一 加藤雅之、長岡康史、兒玉健二                            |
| #11  |          | 地球的人們 | 柴山智隆   | 松田清                                        | 青野厚司、秋田學、石田千夏 岩瀧智、加藤雅之、北山修一 近藤圭一、首藤武夫、杉野信子 高田陽介、長岡康史、松本昌代 |

### BD/DVD
| 卷數 | 發行日期      | 收錄話數      | 規格編號          | 規格編號          |
| 卷數 | 發行日期      | 收錄話數      | BD                | DVD               |
| ---- | ------------- | ------------- | ----------------- | ----------------- |
| 上卷 | 2018年1月24日 | 第1話－第5話  | ANZX-14211～14213 | ANZB-14211～14213 |
| 下卷 | 2018年4月25日 | 第6話－第11話 | ANZX-14214～14216 | ANZB-14214～14216 |

### 播放電視台
日本深夜動畫：下文記載的日本国内播放時間使用日本標準時間（UTC+9）表示。因為部分時間标识會採用30小时制，因此請留意这类超过24:00的时间，其實際播放時間為翌日清晨。
| 播放日期                  | 播放時間                           | 播放電視台     | 播放地區       | 備註     |
| ------------------------- | ---------------------------------- | -------------- | -------------- | -------- |
| 2017年10月12日 - 12月21日 | 星期四 24:55 - 25:25（星期四深夜） | 富士電視台     | 廣域關東圈     | 製作参加 |
|                           |                                    | 岩手可愛電視台 | 岩手縣         |          |
|                           |                                    | 櫻桃電視台     | 山形縣         |          |
|                           | 星期四 25:20 - 25:50（星期四深夜） | 秋田電視台     | 秋田縣         |          |
|                           | 星期四 25:30 - 26:00（星期四深夜） | 愛媛電視台     | 愛媛縣         |          |
|                           |                                    | 長野放送       | 長野縣         |          |
|                           | 星期四 25:35 - 26:05（星期四深夜） | 静岡電視台     | 静岡縣         |          |
|                           | 星期四 25:45 - 26:15（星期四深夜） | 新潟綜合電視台 | 新潟縣         |          |
|                           |                                    | 熊本電視台     | 熊本縣         |          |
|                           | 星期四 25:55 - 26:25（星期四深夜） | 福島電視台     | 福島縣         |          |
|                           |                                    | 關西電視台     | 近畿地方       |          |
|                           |                                    | 新廣島電視台   | 廣島縣         |          |
|                           |                                    | 西日本電視台   | 福岡縣         |          |
|                           | 星期四 26:00 - 26:30（星期四深夜） | 鹿兒島電視台   | 鹿兒島縣       |          |
|                           |                                    | 仙台放送       | 宮城縣         |          |
|                           | 星期四 26:10 - 26:40（星期四深夜） | 東海電視台     | 中京圈         |          |
| 2017年10月13日 -          | 星期五 24:55 - 25:25（星期五深夜） | 佐賀電視台     | 佐賀縣         |          |
| 2017年10月15日 -          | 星期日 25:15 - 25:45（星期日深夜） | 北海道文化放送 | 北海道         |          |
| 2017年11月20日 -          | 星期一 25:25 - 25:55（星期一深夜） | 山陰中央電視台 | 鳥取縣・島根縣 |          |

| 網路播放日期                   | 網路播放時間                                                      | 播放網路平台                              | 備註             | 2017年10月13日 -               |
| ------------------------------ | ----------------------------------------------------------------- | ----------------------------------------- | ---------------- | ------------------------------ |
| 星期四 01:55（星期四深夜）更新 | 亞馬遜日本                                                        | 第1話 10月12日（星期四）00:00先行網路播放 | 2017年10月26日 - | 星期四 03:00（星期四深夜）更新 |
| 優酷網                         | 第01至03話 10月27日（星期四）03:00網路播放。 限中國地區會員觀看。 |                                           |                  |                                |

## 真人電影
由木梨憲武主演的電影化作品，2018年4月20日上映。
第36屆布魯塞爾國際奇幻影展於國際競技會部門獲得最高榮譽、金渡鴉獎受賞。

### 角色
- 犬屋敷壹郎 - 木梨憲武（隧道二人組）
- 獅子神皓 - 佐藤健
- 安堂直行 - 本鄉奏多
- 渡邊紫音 - 二階堂富美
- 犬屋敷麻理 - 三吉彩花
- 犬屋敷剛史 - 福崎那由他
- 宮根 - 生瀨勝久
- 犬屋敷萬理江 - 濱田Mari
- 獅子神優子 - 齊藤由貴
- 萩原刑事 - 伊勢谷友介

### 製作團隊
- 原作 - 奥浩哉「犬屋敷」（講談社「Evening」連載）
- 監督 - 佐藤信介
- 脚本 - 橋本裕志
- 音樂 - 山田豐
- 電影製作 - 石原隆、市川南、吉羽治
- 執行製作人 - 臼井裕詞
- 製作人 - 梶本圭、甘木モリオ
- 攝影監督 - 河津太郎
- 美術監督 - 齋藤岩男
- 錄音 - 橫野一氏工
- 編輯 - 今井剛
- 副監督 - 李相國
- 場景製作人 - 宿崎惠造
- 合作製作人 - 片山怜子
- CG製作人 - 豊嶋勇作、鈴木伸廣
- 視覺效果監督 - 神谷誠、土井淳
- 照明 - 小林仁
- 後製 - 大屋哲男
- 視覺效果製作人 - 道木伸隆
- 行銷製作人、色彩調整 - 齋藤精二
- 概念設計 - 田島光二
- 動作整合 - 下村勇二
- 攝影管理 - 田口良子
- 裝飾 - 石上淳一
- 衣裳 - 宮本まさ江
- 髮型 - 本田真理子
- 特殊化妝設計、特殊造型 - 藤原カクセイ
- 製作擔當 - 菱川直樹
- 配給 - 東寶
- 製作工作室 - Cine Bazar
- 製作 - 電影「犬屋敷」製作委員会（富士電視台、講談社、東寶）

### 主題曲
MAN WITH A MISSION「Take Me Under」
作詞 - Jean-Ken Johhny / 作曲 - Jean-Ken Johhny （日本索尼音樂娛樂）

## 反響
此漫畫於2014年獲得第19屆日本新媒體動漫藝術節漫畫部門審查委員會推薦作品，並獲得2016年安古蘭國際漫畫節最佳漫畫的提名。

## 外部連結
- 犬屋敷｜Evening （页面存档备份，存于） （日語）
- 電視動畫《犬屋敷》官方網站 （页面存档备份，存于） （日語）
- 電視動畫《犬屋敷》官方的X（前Twitter） （日語）
- 真人電影《犬屋敷》官方網站 （页面存档备份，存于） （日語）
- YouTube上的犬屋敷播放列表 （日語）